# رالی ژاپن ۲۰۲۳
رالی ژاپن ۲۰۲۳ (همچنین به عنوان رالی ژاپن فوروم۸ ۲۰۲۳ نیز شناخته می‌شود) یک رویداد اتومبیل رانی برای خودروهای رالی بود که از ۱۶ تا ۱۹ نوامبر ۲۰۲۳ برگزار شد. این رویداد هشتمین دوره مسابقات رالی ژاپن و آخرین دور از مسابقات رالی قهرمانی جهان ۲۰۲۳، مسابقات رالی قهرمانی جهان ۲ و مسابقات رالی قهرمانی جهان ۳ بود. این رویداد در ناگویا در منطقه چوبو که بیش از بیست و دو مرحله ویژه که مسافت رقابتی ۳۰۴٫۶۶ کیلومتر (۱۸۹٫۳۱ مایل) را پوشش می‌داد، برگزار شد.